# Tetrathemis fraseri
Tetrathemis fraseri – gatunek ważki z rodziny ważkowatych (Libellulidae).